# ستيفاني شويرتزر
ستيفاني شويرتزر (بالإنجليزية: Stephanie Schweitzer)‏ هي منافسة ألعاب القوى أسترالية، ولدت في 16 سبتمبر 1992.

## روابط خارجية
- ستيفاني شويرتزر على موقع النتائج التاريخية لألعاب القوى الأسترالية (الإنجليزية)
- ستيفاني شويرتزر على موقع Paralympic.org (الإنجليزية)